# Соколув-Подляски
Соко́лув-Подля́ски (рус. Соколов; пол. Sokołów Podlaski) — город в Польше, входит в Соколувский повет Мазовецкого воеводства. Имеет статус городской гмины. Занимает площадь 17,5 км². Население — 19 338 человек (2005).

## История

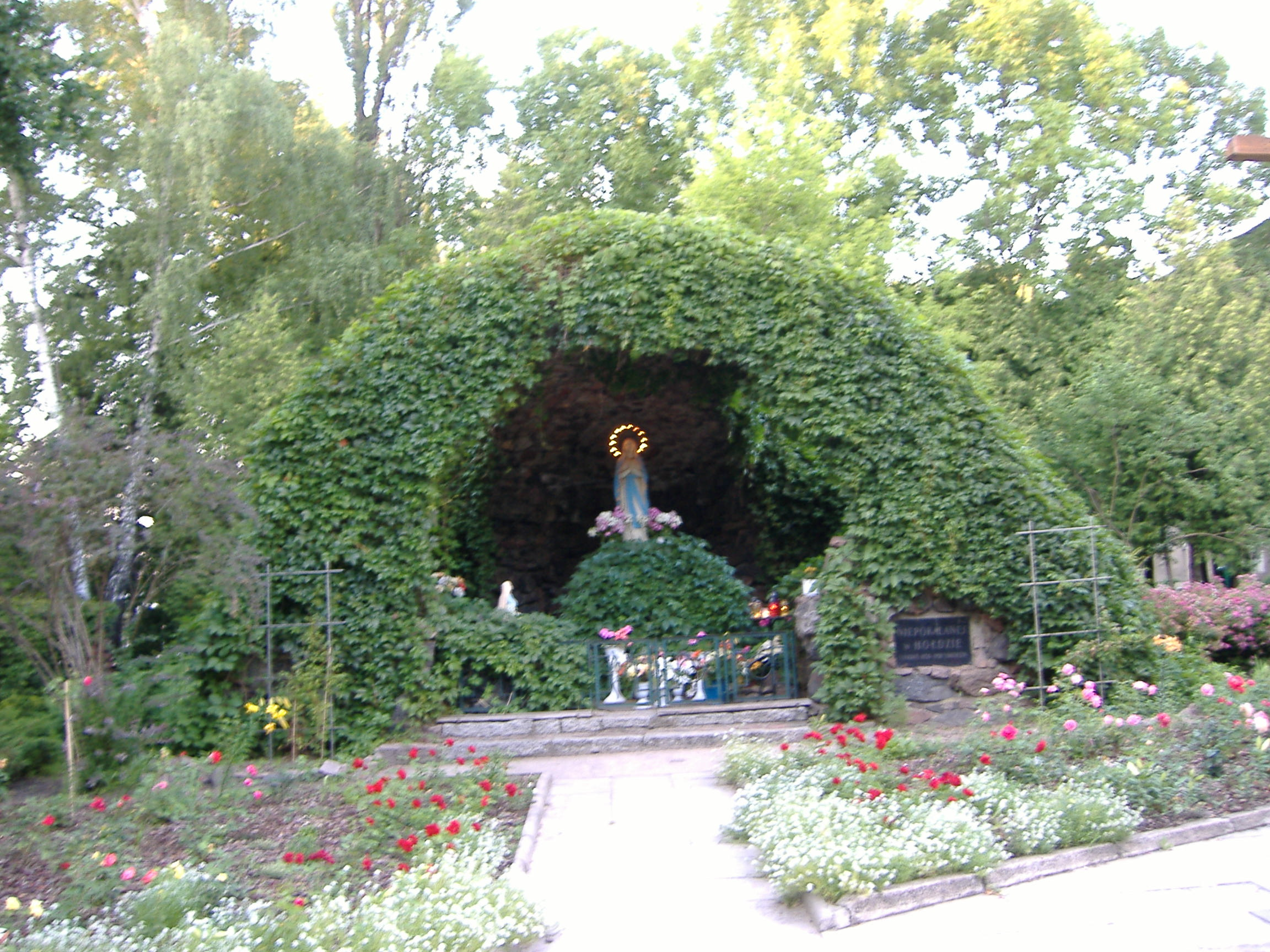
Соколув-Подляски

21 апреля 1831 года во время польского восстания 1830 года под Соколовом произошла стычка: эскадрон польской кавалерии под командованием майора Сулеёвского разбил русский отряд, убив 40 солдат и двух офицеров и взяв в плен 173 солдат и 100 лошадей, потеряв при этом только 1 убитого и 3 раненых. Эта стычка не имела военного значения, только пропагандистское.
23 мая 1865 на городской площади на глазах нескольких тысяч человек произошла казнь последнего коменданта повстанцев Январского восстания Станислава Бжуски.